# Ибрагимов, Ренат Исламович
Рена́т Исла́мович Ибраги́мов (тат. Ренат Ислам улы Ибраһимов; 20 ноября 1947, Львов — 14 мая 2022, Москва) — советский и российский эстрадный певец (бас-баритон), актёр, композитор, продюсер, кинорежиссёр. Народный артист Татарской АССР (1980), Народный артист РСФСР (1981), Мастер искусств Молдавии (2007). 
Лауреат Государственной премии Республики Татарстан имени Габдуллы Тукая (1979).

## Биография

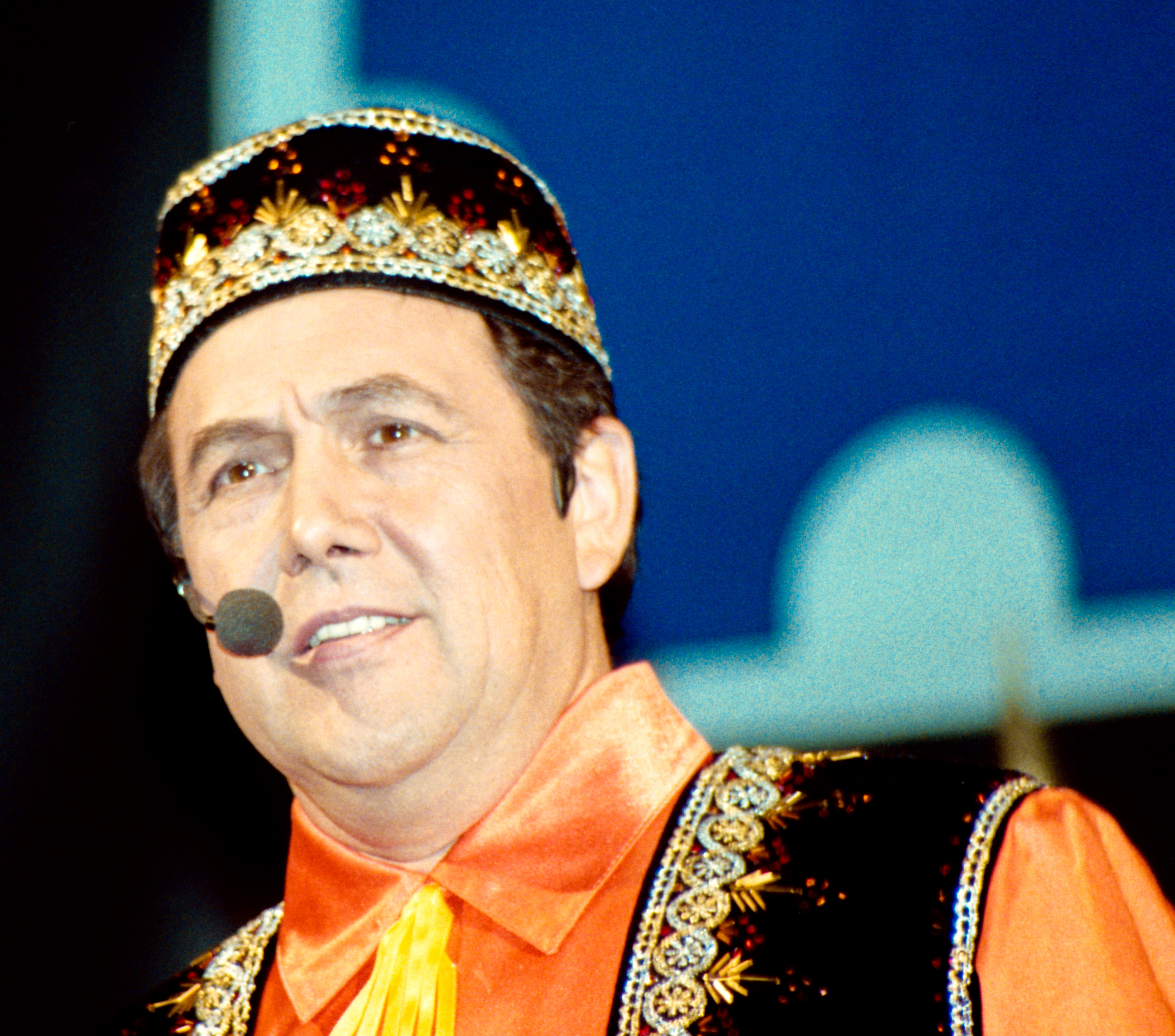
Декабрь 2001 года

Родился 20 ноября 1947 года в городе Львове, в семье военнослужащего. Отец — Ислам Ибрагимов, имел педагогическое образование, в годы войны учился в артиллерийском училище, на фронте был командиром огневой батареи. После победы недолго работал снабженцем, после увольнения забрал семью и перевез на историческую родину, в Казань. Ренат тогда был пятилетним мальчишкой, а его брату Равилю исполнилось 13. Мать артиста нигде не работала и в отсутствие мужа воспитывала сына и вела домашнее хозяйство. По национальности татарин. Мать певца чистокровная татарка, у отца есть башкирские корни. Дед Рената по отцовской линии был обеспеченным человеком, торговал, владел собственной маслобойней и магазином. Расстрелян в 1918 году.
Одновременно с получением среднего образования в школе № 6 г. Казани, Ренат окончил музыкальную школу. В 1967—1968 гг. Повестка в армию пришла Ренату в 27 лет. Он мог бы не пойти, тем более, что призывной возраст музыканта заканчивался через два месяца. Обком партии пытался отстоять певца, но в Приволжском военном округе решили, что Ибрагимову самое место в Ансамбле песни и пляски. Ренат не дослужил положенный срок,  ЦК ВЛКСМ отправил его на фестиваль «Алая гвоздика». Ренат служил в ансамбле песни и пляски Приволжского военного округа. В 1973 году Ибрагимов окончил Казанскую государственную консерваторию и начал свой творческий путь на сцене Татарского академического театра оперы и балета имени Мусы Джалиля, где исполнил ведущие партии в операх, среди которых «Князь Игорь», Эскамильо («Кармен»), Валентин («Фауст»), Евгений Онегин («Евгений Онегин»), Елецкий («Пиковая дама»).
В октябре 1974 года Ибрагимов стал лауреатом V Всесоюзного конкурса артистов эстрады — ему была присуждена первая премия, которую он разделил с Валерием Чемодановым.
Всесоюзный успех и известность пришли к Ибрагимову после его участия в конкурсе песни «Красная гвоздика» в Сочи в 1975 году, где Ренат Ибрагимов получил главную премию. В 1978 году с песней «Наш город» принял участие в ежегодном фестивале «Песня года». Творческий путь Ибрагимова охватывает несколько десятилетий. Наряду с музыкальными выступлениями, Ибрагимов также снялся в ряде кинофильмов, наиболее известным из которых является «Итальянский контракт» (1993). Снял и несколько кинокартин. Он выпустил кинофильмы «Работа, есть работа», «К доске».
В 1979 году снят самый известный из всех музыкальных фильмов с участием Рената Ибрагимова - фильм-концерт «Поёт Ренат Ибрагимов». Режиссер Геннадий Панов, проживает в городе Казани.
В 1999 году артист основал «Театр песни Рената Ибрагимова», что позволило ему популяризировать разные музыкальные жанры.
В 1999 году Ренат Ибрагимов принял участие в программе «Музыкальный ринг».
В 1999 году специально под Рената Ибрагимова был написан сценарий фильма «Итальянский контракт». Певец выступил продюсером этой картины и сыграл в ней главную роль – самого себя.
В 2001 году Ренат Ибрагимов в паре с Сергеем Пенкиным приняли участие в программе «Два рояля» с Сергеем Минаевым на телеканале РТР.
В 2007 году Ренат Ибрагимов был героем программы «Рождённые в СССР» на канале «Ностальгия».
В 2007 году один из выпусков авторской программы Олега Нестерова «По волне моей памяти» (Канал «Время» — Первый канал. Всемирная сеть) был посвящён Ренату Ибрагимову.
В 2008 году принимал участие в проекте канала НТВ «Суперстар 2008. Команда мечты».
В 2014 году принял участие в шоу перевоплощений «Точь-в-точь», примерив на себя образы Фёдора Шаляпина, Муслима Магомаева, Фрэнка Синатры, Тома Джонса, Евгения Мартынова, Льва Лещенко.
В 2017 году певец отметил 70-летие. По этому поводу в Кремлёвском дворце состоялся концерт, поставленный по мотивам автобиографии Ибрагимова «По морю жизни». Роль конферансье сыграл актёр Марат Башаров. Юбиляра поздравили Дина Гарипова, Роза Рымбаева, ансамбли «Ялла» и «Сябры».
Осенью 2019 года состоялась премьера клипа на песню «Guarda che luna» в исполнении Рената Ибрагимова и Мари Карне.
Ко Дню Победы 2020 года артист вместе с известными земляками выпустил ролик «Вечная слава». В записи клипа на татарском языке участвовали Элвин Грей, Эльмира Калимуллина, Алсу, Роза Хабибуллина.
Артист пел на пяти языках, репертуар Ибрагимова составлял сотни народных, эстрадных и оперных композиций. Наибольшей популярностью у слушателей пользуются «Влюблённая весна», «Наш город», «Что так сердце растревожено».
Бывший член партии «Единая Россия». Вышел из неё по идейным убеждениям.
В 2018 году был снят документальный фильм «Ренат Ибрагимов. Про жизнь и про любовь».
Его песня «Воспоминание о красной кавалерии» стала лауреатом республиканского конкурса песен на патриотическую тему в 1971 году в Казани, «Колыбельная» записана на Всесоюзном радио.
Членом КПСС никогда не был. Случай, что Рената выгнали из партии, за то, что он потерял партбилет или его порвала жена - миф.

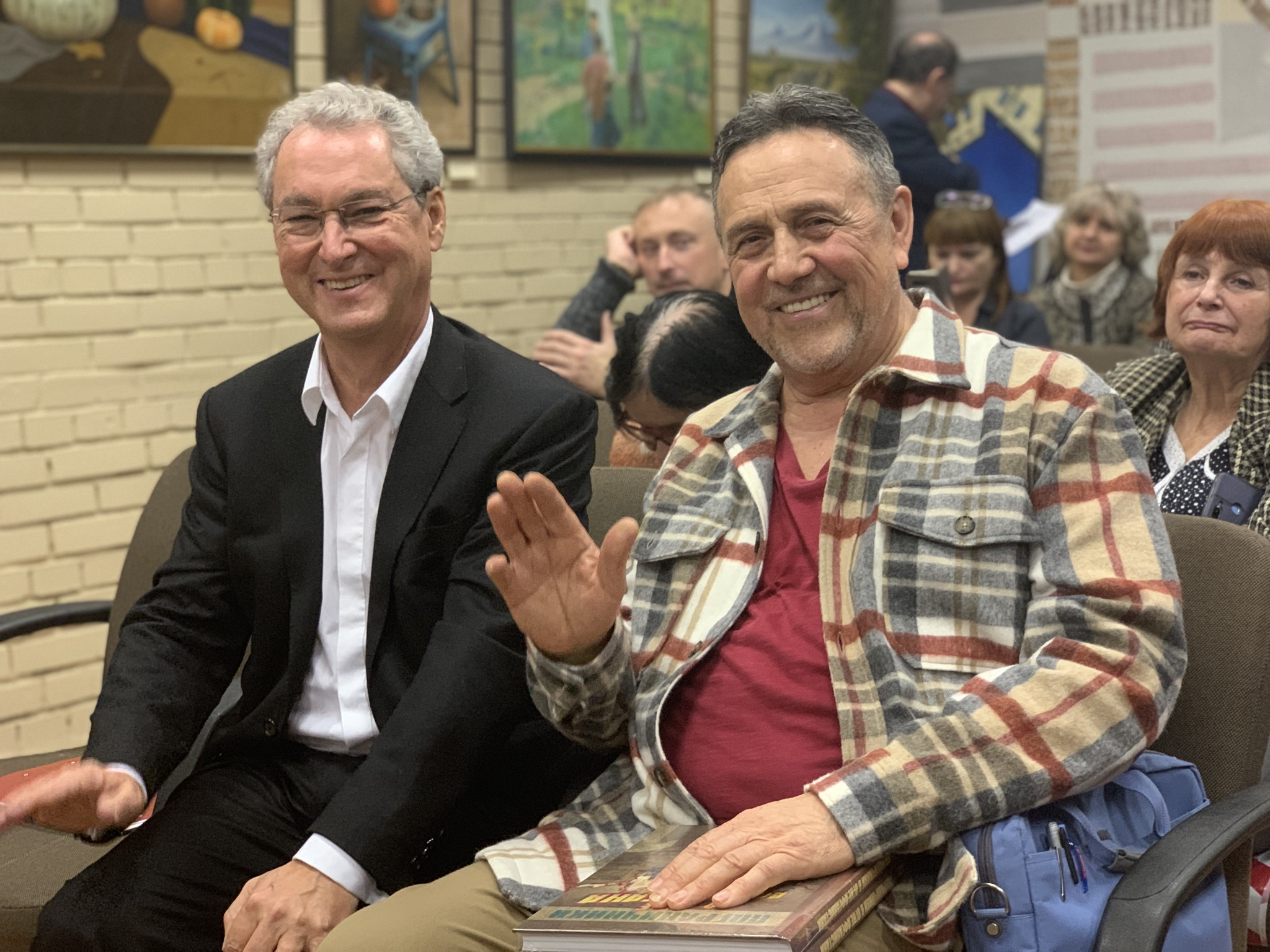
Ренат Ибрагимов в свой последний день рождения, 20 ноября 2021 года. С французским баритоном Эммануэлем Форестом

### Смерть
В 2020 году Ибрагимов переболел коронавирусом.
Скончался 14 мая 2022 года на 75-м году жизни дома в Москве от оторвавшегося тромба. Прощание с народным артистом РСФСР состоялось в Соборной мечети Москвы. Похоронен 15 мая на мусульманском участке Волковского кладбища в Мытищах.

## Память
19 ноября 2022 года в 15.00 в Татарском культурном центре Москвы состоялся вечер памяти народного артиста РСФСР Рената Ибрагимова. Мероприятие состоялось накануне 75-летия артиста. В зале собралась его большая семья: дети и вдова Светлана, друзья и коллеги по сцене.
26 мая 2023 года в Малом зале Казанской Государственной Консерватории им. Н.Г. Жиганова прошёл концерт-презентация программы «Новый Стиль в Классике», посвящённый памяти народного артиста РСФСР и Республики Татарстан Рената Ибрагимова.
21 ноября 2023 года в Москве в Центральном доме культуры железнодорожников состоялся концерт-посвящение звезде советской эстрады Ренату Ибрагимову «По океану жизни...».

## Личная жизнь
Был трижды женат и имел восемь детей.
- От первого брака с бухгалтером Тамарой — две взрослые дочери:
  - Старшая дочь — Надежда. После замужества живёт во Франции.
  - Вторая дочь — Вера. Живёт в Подмосковье.
- От второго брака с Альбиной у певца есть дети, живущие в Москве:
  - Сын — Султан (род. 7 октября 1996). Женат.
  - Дочь — Айя, замужем.
- В октябре 2009 года Р. Ибрагимов женился в третий раз — на официантке из ресторана китайской кухни Светлане Миннехановой (1989 г.р.)[7][8], от которой у него родились три дочери и сын:
  - Дочь — Асылбика (род. 2008).
  - Дочь — Аиша (род. 2010).
  - Сын — Атилла (род. 2013).
  - Дочь — Марьям (род. февраль 2017)[9].

В 2010 году супруги совершили хадж в Мекку и Медину.
Ренат Исламович увлекался живописью. Три года учился в мастерской художника Ильдара Зарипова. Свои произведения автор представлял на выставках профессиональных художников; несколько его картин были куплены музеями.

## Фильмография
- 1971 - Мелодии с Волги
- 1973 - Молодые голоса
- 1975 - Осенние мелодии
- 1976 - Снежные узоры
- 1977 - Поет Ренат Ибрагимов

- 1978 - Песни молодости
- 1978 - Мелодиями полнится душа
- 1979 - Поет Ренат Ибрагимов
- 1980 - Арии и оперы в исполнение Рената Ибрагимова
- 1982 - Времена года
- 1983 - Мелодии Рустема Яхина
- 1983 - Любви негромкие слова
- 1984 - Полчаса в июне
- 1987 - Идет любовь по свету
- 1988 - Дарю песню
- 1989 - Поет Ренат Ибрагимов
- 1993 - Итальянский контракт — Ренат
- 1993 - Военно-полевой романс
- 2005 - Сага древних булгар. Сага о любви дочери Чингисхана

## Награды и премии
- Народный артист РСФСР (13 мая 1981 года) — за заслуги в области советского искусства[10].
- Мастер искусств Молдавии (30 октября 2007 года, Молдавия) — в знак признания особых заслуг в развитии и пропаганде музыкального искусства, за вклад в укрепление молдо-российских культурных связей и выдающиеся успехи в творческой деятельности[1].
- Народный артист Татарской АССР (13 мая 1980 года)  — за заслуги в области советского театрального искусства и в ознаменование 60-летия Татарской АССР.
- Народный артист Каракалпакской АССР (25 августа 1980 года) — за  заслуги в пропаганде советского искусства, высокое исполнительское мастерство, и в связи с Днями литературы и искусства Татарской АССР в Каракалпакии.
- Заслуженный артист Татарской АССР (18 февраля 1977 года) — за заслуги в области советского музыкального искусства.
- Отличник пограничных войск II степени (1984 год).
- Государственная премия Республики Татарстан имени Габдуллы Тукая (1979 год)[11].
- Премия МВД России.
- Орден «Аль-Фахр» II степени (Совет муфтиев России).
- Почётная грамота Правительства Кыргызской Республики (27 июня 2009 года) — в знак признания особых заслуг перед Кыргызской Республикой[12]